# Home Nations Championship 1893
Die Ausgabe 1893 des Turniers Home Nations Championship in der Sportart Rugby Union (das spätere Five Nations bzw. Six Nations) fand vom 7. Januar bis zum 11. März statt. Turniersieger wurde erstmals Wales.

## Teilnehmer
| Land       | Stadion                          | Stadt              | Kapitän                         |
| ---------- | -------------------------------- | ------------------ | ------------------------------- |
| England    | Headingley Stadium               | Leeds              | Andrew Stoddart / Samuel Woods  |
| Irland     | Lansdowne Road / Ballynafeigh    | Dublin / Belfast   | Samuel Lee                      |
| Schottland | Raeburn Place                    | Edinburgh          | Robert MacMillan / John Boswell |
| Wales      | Cardiff Arms Park / Stradey Park | Cardiff / Llanelli | Arthur Gould                    |

## Tabelle
|    | Land       | Spiele | Siege | Unent. | Ndlg. | Spiel- punkte | Diff. | Tabellen- punkte |
| -- | ---------- | ------ | ----- | ------ | ----- | ------------- | ----- | ---------------- |
| 1. | Wales      | 3      | 3     | 0      | 0     | 23:11         | + 12  | 6                |
| 2. | Schottland | 3      | 1     | 1      | 1     | 8:9           | − 1   | 3                |
| 3. | England    | 3      | 1     | 0      | 2     | 15:20         | − 5   | 2                |
| 4. | Irland     | 3      | 0     | 1      | 2     | 0:6           | − 6   | 1                |

## Ergebnisse
| 7. Januar 1893 | Wales                                                                   | 12 : 11       | England                                            | Cardiff Arms Park, Cardiff Schiedsrichter: David Morton (Schottland) |
| 7. Januar 1893 | Versuche: Biggs A. Gould (2) Erhöhungen: Bancroft Straftritte: Bancroft | (0:7) Bericht | Versuche: Lohden Marshall (3) Erhöhungen: Stoddart | Cardiff Arms Park, Cardiff Schiedsrichter: David Morton (Schottland) |

| 4. Februar 1893 | Schottland | 0 : 9   | Wales                                                     | Raeburn Place, Edinburgh Schiedsrichter: W. H. Humphreys (England) |
| 4. Februar 1893 |            | Bericht | Versuche: Biggs B. Gould McCutcheon Straftritte: Bancroft | Raeburn Place, Edinburgh Schiedsrichter: W. H. Humphreys (England) |

| 4. Februar 1893 | Irland | 0 : 4         | England                   | Lansdowne Road, Dublin Zuschauer: 7.000 Schiedsrichter: Andrew Wauchope (Schottland) |
| 4. Februar 1893 |        | (0:2) Bericht | Versuche: Bradshaw Taylor | Lansdowne Road, Dublin Zuschauer: 7.000 Schiedsrichter: Andrew Wauchope (Schottland) |

| 18. Februar 1893 | Irland  | 0 : 0 | Schottland | Ballynafeigh, Belfast Schiedsrichter: George Hill (England) |
| 18. Februar 1893 | Bericht |       |            | Ballynafeigh, Belfast Schiedsrichter: George Hill (England) |

| 4. März 1893 | England | 0 : 8         | Schottland                  | Headingley Stadium, Leeds Zuschauer: 20.000 Schiedsrichter: William Wilkins (Wales) |
| 4. März 1893 |         | (0:4) Bericht | Dropgoals: Boswell Campbell | Headingley Stadium, Leeds Zuschauer: 20.000 Schiedsrichter: William Wilkins (Wales) |

| 11. März 1893 | Wales              | 2 : 0         | Irland | Stradey Park, Llanelli Zuschauer: 20.000 Schiedsrichter: W. H. Humphreys (England) |
| 11. März 1893 | Versuche: B. Gould | (2:0) Bericht |        | Stradey Park, Llanelli Zuschauer: 20.000 Schiedsrichter: W. H. Humphreys (England) |